# Rumunjska rukometna reprezentacija
Rumunjska rukometna reprezentacija predstavlja državu Rumunjsku u športu rukometu.

## Nastupi naOI
- prvaci:
- doprvaci: 1976.
- treći: 1972., 1980., 1984.

## Nastupi naSP
- prvaci: 1961., 1964., 1970., 1974.
- doprvaci:
- treći: 1967., 1990.

Na SP-ima su sudjelovali 12 puta. Prvi put su sudjelovali na SP-u 1958. godine.

## Nastupi naEP
- prvaci:
- doprvaci:
- treći:

Na EP-ima su sudjelovali tri puta. Prvi put su sudjelovali na EP-u 1994. godine. Najbolji plasman im je bio 9. mjesto na EP-u 1996. Plasirali su se na prvenstvo 2024. godine nakon duge pauze od 1996. godine.

## Poznati igrači
- Jurca Rares
- Pauli Stinga
- Georghe Gruia